# Paesaggio boschivo
Paesaggio boschivo è un dipinto a olio su tela (61 × 85 cm) realizzato tra il 1660 ed il 1670 dal pittore Jacob Van Ruisdael.
È conservato nel Barber Institute of Fine Arts di Birmingham.